# K·大偉·哈里森
 K·大偉·哈里森（K. David Harrison）是一位加拿大裔美國語言學家、作家和活動家，在美國斯沃斯莫爾學院進行瀕危語言教學、及文檔整理、保存等之工作，並隸屬於國家地理學會的一員。而哈里森博士的語言學研究主要集中在西伯利亞中部和蒙古西部的突厥语族方面。他也共同主持艾恩博電影（Ironbound Films）製作，獲艾美獎提名的2008年紀錄片《語言學家》。 他亦擔任非營利瀕危語言振興協會的董事。
哈里森博士在西伯利亞及蒙古等地進行瀕危語言如图瓦语，藏則圖瓦語（Tsengel Tuvan）、圖法語、歐斯語（Ös）、圖哈語（Tuha）、蒙查克語（Monchak），蒙达语族等之田野研究工作，也曾在巴拉圭、智利、巴布亞新幾內亞和印度等地進行此類瀕危語言田野研究工作。他擅長音位學、尤其是元音和谐律，並研究語言之瀕危、滅絕和振興等方面題目。

## 外部連結
- Page for Swarthmore College Linguistics（页面存档备份，存于）
- Living Tongues Institute for Endangered Languages（页面存档备份，存于）
- National Geographic Society Enduring Voices Project
- The Economist "Seven Questions for K. David Harrison" （页面存档备份，存于）
- BBC News "The Tragedy of Dying Languages" （页面存档备份，存于）